# Jonathan M. Shiff Productions
Jonathan M. Shiff Productions es una productora de televisión creada por Jonathan M. Shiff. Su sede esta en Australia y ha creado series distribuidas mundialmente como H2O: Just Add Water y The bureau of magical things. Su producción más reciente es un spin-off de dicha serie: Secret of Mako Island

## Producciones
Desde 1996 y hasta la actualidad (2003) la compañía Network Ten ha sido su principal socia, al igual que ZDF Enterprises, de Alemania.
Algunas de sus series son:
2018:
- The Bureau of Magical Things

2013:
- Secret of Mako Island

2012:
- Reef Doctors
- Lightning Point
- Space Travel

2008:
- The Elephant Princess

2007:
- Pirate Island: The Lost Treasure Of Fiji

2006:
- H2O: Just Add Water

2004:
- Wicked Science
- Scooter: Secret Agent

2003:
- Pirate Island

2001:
- Cybergirl

1999:
- Thunderstorm

1994:
- Ocean Girl

1992:
- The Adventures of Blinky Bill

1991:
- Kelly
- My Zoo

- Datos: Q5934020